# Старый театр (Краков)
 Памятник культуры Малопольского воеводства: регистрационный номер А-118 от 5 ноября 1965 года.
«Старый театр в Кракове», официально «Национальный Старый Театр им. Хелены Моджеевской» (пол. Stary Teatr w Krakowie, Narodowy Stary Teatr im. Heleny Modrzejewskiej) — драматический театр в Кракове.
Старый театр возник в 1781 году, когда Краков входил в состав Речи Посполитой. Создателями были: актёр Матфей Витковский и автор комедий Феликс Орачевский. Театр начал деятельность под названием «Краковский театр» 20 октября 1781 в Спишском дворце у Рыночной площади. Первым директором театра был Витковский — до марта 1782, потом он уехал вместе с собственной актёрской труппой в Львов (затем в 1784 году вернулся в Краков вновь быть директором Краковского театра).
В 1799, когда Краков входил в состав Священной Римской империи германской нации, директор Яцек Клюшевский получил разрешение императора Франца II на строительство нового здания у Ягеллонской улицы, куда театр вселился в 1801 и с тех пор он в этом месте.
Теперь Старый театр располагает четырьмя сценами в центре Кракова — три сцены у Ягеллонской улицы: Большая сцена, Новая сцена, Зал Хелена (давнее Маленькая сцена) и Камерная сцена (давнее Кинотеатр «Новости», Театр Поэзии, Камерный театр) у Старовисльной улицы.
5 ноября 1965 года здание Старого театра было внесено в реестр памятников культуры Малопольского воеводства. В здании театра работает Интерактивный музей / Центр театрального обучения MICET.

## Известные актёры театра
| - Адамский, Ян - Бельская, Ивона - Беницевич, Алиция - Бжезиньская, Ханна - Бинчицкий, Ежи - Бохосевич, Соня - Вальчевский, Марек - Варнецкий, Януш - Войт, Мечислав - Вольская, Бронислава - Вощерович, Яцек - Глобиш, Кшиштоф - Дымна, Анна - Жентара, Эдвард - Зачик, Станислав - Каркошка, Эльжбета - Клейдыш, Мария - Коженяк, Сандра - Литвин, Кшиштоф - Малынич, Зофья - Милашевский, Адам - Моджеевская, Хелена - Мрожевский, Здзислав |  | - Новак, Ежи - Печка, Францишек - Пешек, Ян - Помыкала, Дорота - Пшоняк, Войцех - Радзивилович, Ежи - Сенюк, Анна - Треля, Гражина - Треля, Ежи - Фрыч, Ян - Хамец, Кшиштоф - Холоубек, Густав - Хоравянка, Барбара - Хук, Тадеуш - Цвиклиньская, Мечислава - Цецерский, Ян - Штур, Ежи - Щепковский, Анджей - Ярошевская, Зофия |